# Amastra
Amastra é um género de gastrópode  da família Amastridae.
Este género contém as seguintes espécies:
- †Amastra albolabris
- †Amastra cornea
- †Amastra crassilabrum
- Amastra cylindrica
- †Amastra elongata
- †Amastra forbesi
- Amastra micans
- †Amastra pellucida
- †Amastra porcus
- †Amastra reticulata
- Amastra rubens
- Amastra spirizona
- †Amastra subrostrata
- †Amastra subsoror
- †Amastra tenuispira
- †Amastra umbilicata